# Liste der denkmalgeschützten Objekte in Straßburg (Kärnten)
Die Liste der denkmalgeschützten Objekte in Straßburg enthält die 29 denkmalgeschützten, unbeweglichen Objekte der Gemeinde Straßburg.

## Denkmäler
| Foto |                 | Denkmal                                                                                                 | Standort                                                                             | Beschreibung | Metadaten |
| ---- | --------------- | --- | ------------------------------------------------------------------------------------ | --- | --- |
| ja   | Datei hochladen | Kath. Filialkirche hl. Michael mit ehem. Friedhof HERIS-ID: 53523 Objekt-ID: 61503                      | Dobersberg Standort KG: St. Georgen                                                  | Die vom ehemaligen Friedhof mit Mauer umgebene Kirche ist ein kleiner romanischer Bau. Bemerkenswert ist ein Weltgerichtsfresko aus dem 14. Jahrhundert an der Südwand. | BDA-Hist.: Q1412787 Status: § 2a Stand der BDA-Liste: 2025-06-30 Name: Kath. Filialkirche hl. Michael mit ehem. Friedhof GstNr.: .278, 3066 Filialkirche Dobersberg (Straßburg)                                                                        |
| ja   | Datei hochladen | Pfarrhof HERIS-ID: 57345 Objekt-ID: 67310                                                               | Hohenfeld Standort KG: St. Georgen                                                   | | BDA-Hist.: Q38076081 Status: § 2a Stand der BDA-Liste: 2025-06-30 Name: Pfarrhof GstNr.: .24 Pfarrhof Hohenfeld |
| ja   | Datei hochladen | Kath. Pfarrkirche hl. Radegundis und Friedhof (in Hohenfeld) HERIS-ID: 53886 Objekt-ID: 61966           | Hohenfeld 6 Standort KG: St. Georgen                                                 | Die Kirche ist ein romanischer Bau mit spätgotischem Sakristeiturm. Bemerkenswert ist das romanische Portal, die Tür mit Spiralbeschlägen. Der Hochaltar von 1739 ist von Josef Ferdinand Fromiller. Die Kirche enthält einige Wappengrabplatten. | BDA-Hist.: Q2082698 Status: § 2a Stand der BDA-Liste: 2025-06-30 Name: Kath. Pfarrkirche hl. Radegundis und Friedhof (in Hohenfeld) GstNr.: .25, 133 Pfarrkirche Hl Radegundis, Hohenfeld                                                              |
| ja   | Datei hochladen | Kath. Filialkirche hl. Leonhard HERIS-ID: 57984 Objekt-ID: 68367                                        | südlich Höllein 8 Standort KG: St. Georgen                                           | Urkundlich erst 1404 erwähnt. Kleiner romanischer Bau des 11. Jahrhunderts. Vorhallenturm im Westen in voller Breite des Langhauses, 15. Jahrhundert (?), mit jüngerem hölzernem Aufbau. Halbkreisförmige Chorapsis. Das Bauwerk als Leonhardskirche von einer geschmiedeten eisernen Kette umzogen. 1993/94 Außen- und Innenfärbelung; Neuweihe. In der Vorhalle Inschrift von 1588. Steingefasstes romanisches West-Portal mit geradem Sturz, darüber vorgeblendeter Rundbogen auf Konsolen; an der Tür eisernes Beschlagwerk. | BDA-Hist.: Q38079801 Status: § 2a Stand der BDA-Liste: 2025-06-30 Name: Kath. Filialkirche hl. Leonhard GstNr.: .246 Subsidiary church Saint Leonard, Höllein (Straßburg)                                                                              |
| ja   | Datei hochladen | Ehem. Galgen HERIS-ID: 90443 Objekt-ID: 105130                                                          | Mellach Standort KG: St. Georgen                                                     | Heute schwer zugänglich im Wald stehen die zwei etwa 4 Meter hohen gemauerten Steinsäulen des Galgens. | BDA-Hist.: Q37747272 Status: § 2a Stand der BDA-Liste: 2025-06-30 Name: Ehem. Galgen GstNr.: 966 Galgen Straßburg (Kärnten) |
| ja   | Datei hochladen | Schlossanlage Pöckstein mit Gartenanlage samt Baulichkeiten HERIS-ID: 54454 Objekt-ID: 62733seit 2011   | Pöckstein 1 Standort KG: St. Georgen                                                 | Das Schloss ist ein einheitlicher frühklassizistischer Bau, der Ende des 18. Jahrhunderts als repräsentative viergeschoßige Bischofsresidenz errichtet wurde. Die Räumlichkeiten sind zum Teil mit illusionistischen Wandmalereien und Stuckdekoration ausgestattet. Die ausgedehnten Gartenanlagen sind nur teilweise erhalten (z. B. 8-eckiger gemauerter Pavillon; Kegelbahn). | BDA-Hist.: Q1410401 Status: Bescheid Stand der BDA-Liste: 2025-06-30 Name: Schlossanlage Pöckstein mit Gartenanlage samt Baulichkeiten GstNr.: 15/3 Schloss Pöckstein                                                                                  |
| ja   | Datei hochladen | Kath. Pfarrkirche hl. Georg und Friedhof HERIS-ID: 54656 Objekt-ID: 63019                               | Sankt Georgen 18 Standort KG: St. Georgen                                            | Die kleine romanische Kirche mit mächtigem gotischem Turm wurde in der Barockzeit verändert (Fensteröffnungen; Westportal und Vorhalle; Stuck). Die Altäre aus dem 17. Jahrhundert stammen aus der ehemaligen Filialkirche Hl. Agathe im Nachbarort Mellach. | BDA-Hist.: Q2083036 Status: § 2a Stand der BDA-Liste: 2025-06-30 Name: Kath. Pfarrkirche hl. Georg und Friedhof GstNr.: .87, 559 Pfarrkirche hl. Georg, Straßburg (Kärnten)                                                                            |
| ja   | Datei hochladen | Kath. Filialkirche hl. Maria Magdalena HERIS-ID: 57986 Objekt-ID: 68369                                 | bei Sankt Magdalen 4 Standort KG: St. Georgen                                        | Im Ortsteil Drahtzug befindlich. Urkundlich erwähnt 1416. An der Gurk gelegener kleiner romanischer Bau mit hölzerner Vorlaube und Dachreiter. Rundapsis. Spätgotisches West-Portal. Flach gedecktes Langhaus. Altar um 1670, Säulenretabel mit Seitenteilen; zwischen Voluten kleiner Ädikula als Aufsatz, Knorpelwerk an Sockel, Gebälk und Seitenteilen. | BDA-Hist.: Q38079811 Status: § 2a Stand der BDA-Liste: 2025-06-30 Name: Kath. Filialkirche hl. Maria Magdalena GstNr.: .58 Filialkirche hl. Magdalena, Straßburg                                                                                       |
| ja   | Datei hochladen | Kath. Filialkirche hl. Andreas HERIS-ID: 53875 Objekt-ID: 61943                                         | Hausdorf Standort KG: Straßburg Land                                                 | Urkundlich erwähnt im Jahre 1184. Kleiner romanischer Bau mit Dachreiter des 18./19. Jahrhunderts und eingezogenem, gerade geschlossenem Chor; hölzerne Vorlaube. 1986 restauriert. Nördlich vom Chor flachgedeckter Sakristeianbau. West-Portal spätgotisch mit Kielbogen, darüber derbes Steinkreuzrelief. Flachgedecktes Langhaus, rundbogiger Triumphbogen mit romanischen Kämpfersteinen; das Chorrechteck kreuzgratgewölbt. | BDA-Hist.: Q38058786 Status: § 2a Stand der BDA-Liste: 2025-06-30 Name: Kath. Filialkirche hl. Andreas GstNr.: .78 Filialkirche hl. Andreas, Hausdorf (Straßburg)                                                                                      |
| ja   | Datei hochladen | Kath. Pfarrkirche hl. Martin und Friedhof HERIS-ID: 54151 Objekt-ID: 62312                              | Kraßnitz Standort KG: Straßburg Land                                                 | In der Mitte der Ortschaft, von Friedhofsmauer umgeben. Urkundlich erwähnt 1131. Von einem anstelle der romanischen Kirche im 15. Jahrhundert geplanten Neubau der hohe spätgotische Chor und der mächtige Südturm ausgeführt. Das dagegen in den Dimensionen bescheidene Langhaus in den Mauern romanisch; Chor mit dreistufigen Strebepfeilern und zweibahnigen Maßwerkfenstern; spätgotische Sakristei an der Nordseite. Turm an der Chor-Südseite „1525“ und „1537“, dreigeschoßig gegliedert, Dekor erste Hälfte des 16. Jahrhunderts, spitzbogige Schallfenster, Rautendach; im Turmuntergeschoß Beinhaus, dessen korbbogiger Eingang von hochgezogenem profilierten Sockelgesims gerahmt; an der Turm-Westseite Kielbogenportal mit verstäbten Profilen, Außenrestaurierung 1982 (Quaderung). Einfaches westliches Portal, Tür mit gotischen Bandeisen und Schlüsselfang.        | BDA-Hist.: Q38059772 Status: § 2a Stand der BDA-Liste: 2025-06-30 Name: Kath. Pfarrkirche hl. Martin und Friedhof GstNr.: .154, 1984 Pfarrkirche Kraßnitz                                                                                              |
| ja   | Datei hochladen | Blockspeicher Prüger HERIS-ID: 57843 Objekt-ID: 68159                                                   | bei Mitterdorf 10 Standort KG: Straßburg Land                                        | Bei dem Blockspeicher Prüger handelt es sich um einen zweigeschoßigen kunstvoll gezimmerten Getreidekasten. | BDA-Hist.: Q38078948 Status: Bescheid Stand der BDA-Liste: 2025-06-30 Name: Blockspeicher Prüger GstNr.: 4774 Blockspeicher Prüger, Mitterdorf |
| ja   | Datei hochladen | Zechner Hof vulgo Jakober (ehem. Zehenthof) HERIS-ID: 11093seit 2021                                    | Sankt Jakob 1 Standort KG: Straßburg Land                                            | | BDA-Hist.: Q107625734 Status: Bescheid Stand der BDA-Liste: 2025-06-30 Name: Zechner Hof vulgo Jakober (ehem. Zehenthof) GstNr.: .297/1 Zechner Jakober St. Jakob ob Gurk                                                                              |
| ja   | Datei hochladen | Kath. Pfarrkirche hl. Jakob und Friedhof HERIS-ID: 54680 Objekt-ID: 63048                               | Sankt Jakob 3 Standort KG: Straßburg Land                                            | Die Kirche ist ein im Kern romanischer Bau, spätbarock erweitert. Sie enthält einen Hochaltar (Ende des 18. Jahrhunderts; Altarblatt 19. Jahrhundert). | BDA-Hist.: Q2083050 Status: § 2a Stand der BDA-Liste: 2025-06-30 Name: Kath. Pfarrkirche hl. Jakob und Friedhof GstNr.: 4863, 4862 Pfarrkirche hl. Jakob und Friedhof, Straßburg (Kärnten)                                                             |
| ja   | Datei hochladen | Pfarrhof HERIS-ID: 54681 Objekt-ID: 63049                                                               | Sankt Jakob 6 Standort KG: Straßburg Land                                            | Der schlichte Pfarrhof wurde 1789 gebaut, nachdem St. Jakob zwei Jahre zuvor eine eigene Pfarre geworden war. | BDA-Hist.: Q38061893 Status: § 2a Stand der BDA-Liste: 2025-06-30 Name: Pfarrhof GstNr.: .301/3 Pfarrhof St. Jakob, Straßburg (Kärnten) |
| ja   | Datei hochladen | Kath. Filialkirche St. Peter HERIS-ID: 57987 Objekt-ID: 68370                                           | Sankt Peter 2, in der Nähe Standort KG: Straßburg Land                               | Die kleine romanische Kirche mit spätgotischem Kreuzrippengewölbe im Chorjoch birgt einen barocken Altar sowie spätgotische Schnitzfigur und Kruzifix. | BDA-Hist.: Q1413212 Status: § 2a Stand der BDA-Liste: 2025-06-30 Name: Kath. Filialkirche St. Peter GstNr.: .308 Filialkirche Sankt Peter, St. Peter ob Gurk, Straßburg                                                                                |
| ja   | Datei hochladen | Ehem. Filialkirche St. Johann im Tale HERIS-ID: 81763 Objekt-ID: 95551                                  | Sankt Johann Standort KG: Straßburg Land                                             | Urkundlich 1164 erwähnt, Chor 1597. Kleiner profanierter Bau; romanisches Langhaus, polygonal schließender gotischer Chor mit Strebepfeilern. Rundbogiges West-Portal; aufgedoppelte Bohlentür mit geschmiedeten Beschlägen vermutlich 18. Jahrhundert. An der südlichen Langhauswand Fragmente eines Sonnenuhrfreskos. An der Ostseite des Chores zwischen den Strebepfeilern Kruzifix mit auf Brettern gemalten Assistenzfiguren. In den nicht vermauerten, inneren Laibungen des nordöstlichen und südöstlichen Chorfensters gotische Maßwerkformen mit Drei- und Vierpässen des 16. Jahrhunderts. Ornamentale Gewölbemalereien im Chor Ende 16./Anfang 17. Jahrhundert. Im Scheitel der Langhaustonne gewölbter Stein mit geistlichem Wappen, bezeichnet 1631 sowie Inschrift „CP EP NA DG“ (vermutlich Christoph Philipp Ettenharder Protonotarius Apostolicus Decanus Gurcensis). | BDA-Hist.: Q38176609 Status: Bescheid Stand der BDA-Liste: 2025-06-30 Name: Ehem. Filialkirche St. Johann im Tale GstNr.: 22 |
| ja   | Datei hochladen | Blockspeicher HERIS-ID: 57865 Objekt-ID: 68198                                                          | Sankt Peter 2 Standort KG: Straßburg Land                                            | Spätbarocker Blockspeicher mit Figurenschrot. | BDA-Hist.: Q38079074 Status: Bescheid Stand der BDA-Liste: 2025-06-30 Name: Blockspeicher GstNr.: .307/5 Blockspeicher St. Peter, Straßburg |
| ja   | Datei hochladen | Stadtgemeindeamt, ehem. Alumnatsgebäude HERIS-ID: 56701 Objekt-ID: 66239                                | Hauptplatz 1 Standort KG: Straßburg Stadt                                            | Das Alumnatsgebäude schließt südlich an die Stadtpfarrkirche an und dient heute als Gemeindeamt. Das Gebäude wurde um 1780 unter Bischof Joseph Franz Anton von Auersperg wahrscheinlich von Johann Georg Hagenauer erbaut und unter Bischof Franz II. Xaver von Salm-Reifferscheidt-Krautheim fertiggestellt. Der zweigeschoßige, fünfzehnachsige barocke Bau mit Pilastergliederung besitzt in der Mittelachse ein Säulenportal mit Bogenfeld. Im Stiegenhaus und in einigen Räumen haben sich Stuckaturen aus der Bauzeit erhalten. | BDA-Hist.: Q38073234 Status: § 2a Stand der BDA-Liste: 2025-06-30 Name: Stadtgemeindeamt, ehem. Alumnatsgebäude GstNr.: .2 Stadtamt in Straßburg (Kärnten)                                                                                             |
| ja   | Datei hochladen | Stadtpfarrkirche hl. Nikolaus HERIS-ID: 54961 Objekt-ID: 63413                                          | Hauptplatz 1a Standort KG: Straßburg Stadt                                           | Die Kirche ist ein stattlicher spätgotischer Bau (Kern des Nordturms noch älter), der um 1640 barock umgebaut wurde: Seitenschiffe wurden zu Kapellen umgebaut. Von der reichen Einrichtung ragen künstlerisch heraus: der Hochaltar von Erhard Veit, die Rokokokanzel von Johann Georg Hittinger, die Barockorgel von Johann Cyriak Werner, und ein vom Kaiserhaus geschenkter Luster. Bemerkenswert sind auch Wappengrabsteine und Epitaphe. | BDA-Hist.: Q2083252 Status: § 2a Stand der BDA-Liste: 2025-06-30 Name: Stadtpfarrkirche hl. Nikolaus GstNr.: .1 Stadtpfarrkirche hl. Nikolaus in Straßburg (Kärnten)                                                                                   |
| ja   | Datei hochladen | Propsteihof HERIS-ID: 54958 Objekt-ID: 63410                                                            | Hauptstraße 7 Standort KG: Straßburg Stadt                                           | Der Propsteihof ist ein spätmittelalterlicher, barock veränderter Bau über einem U-förmigen Grundriss mit erneuerten Fassaden. | BDA-Hist.: Q38063068 Status: § 2a Stand der BDA-Liste: 2025-06-30 Name: Propsteihof GstNr.: .16 |
| ja   | Datei hochladen | Gasthaus Koller und Stadtmauerteil HERIS-ID: 57872 Objekt-ID: 68207                                     | Hauptstraße 28, 28b Standort KG: Straßburg Stadt                                     | Der Gasthof Koller wurde vermutlich in mehreren Bauphasen im Mittelalter in Zusammenhang mit der Errichtung und Verstärkung der Stadtbefestigung erbaut. Ein Wehrturm der mittelalterlichen Stadtmauer des 13. Jahrhunderts ist in die Südwestecke des heutigen Baues integriert. Das dreigeschoßige Eckhaus mit Korbbogenportal wird von einem hohen Walmdach aus dem 18. Jahrhundert bekrönt. Das Zwillingsfenster stammt aus dem 16. Jahrhundert, das Fassadengliederung aus dem 18. Jahrhundert. Die fünfjochige Erdgeschoßlabn besitzt ein Tonnengewölbe mit sehr tiefen Stichkappen und aufgeputzten Graten aus dem 15./16. Jahrhundert. In der Südwestecke des ersten Obergeschoßes befindet sich ein Raum mit einer Stuckfelderdecke des 18. Jahrhunderts. | BDA-Hist.: Q38079102 Status: Bescheid Stand der BDA-Liste: 2025-06-30 Name: Gasthaus Koller und Stadtmauerteil GstNr.: .31/1, 773, .31/2, .31/3 Gasthof Koller, Straßburg, Carinthia                                                                   |
| ja   | Datei hochladen | Kindergarten, ehem. Bürgerspital HERIS-ID: 59494 Objekt-ID: 70826                                       | Hauptstraße 49 Standort KG: Straßburg Stadt                                          | Das ehemalige Spital ist ein schlichter dreigeschoßiger vierachsiger Bau, der wohl im Kern aus dem 14. Jahrhundert stammt und im Barock und im 19. Jahrhundert umgebaut wurde. 1999 wurde das Gebäude für einen Kindergarten adaptiert. | BDA-Hist.: Q38087500 Status: § 2a Stand der BDA-Liste: 2025-06-30 Name: Kindergarten, ehem. Bürgerspital GstNr.: .93 Kindergarten Straßburg, Kärnten                                                                                                   |
| ja   | Datei hochladen | Stadtbefestigung Straßburg HERIS-ID: 27233 Objekt-ID: 23749                                             | Hauptstraße 7, 7a, 9, 11, 19, 23, 24, 28, 29a, 29b, 33a Standort KG: Straßburg Stadt | Die erste Ummauerung der Stadt entstand um 1200 unter Bischof Walther von Vatz. Die Mauer verlief im Westen entlang der Prekover Landesstraße, im Süden entlang der Gartengasse und im Osten entlang der Fürst Salmstraße. Im Norden ging die Mauer keilförmig den Burgberg hinauf und umfasste auch das Schloss Straßburg. | BDA-Hist.: Q37909274 Status: Bescheid Stand der BDA-Liste: 2025-06-30 Name: Stadtbefestigung Straßburg GstNr.: 1/1, .21, 1/2, .29/2, .151, .17, 41/1, .31/1, 14, .5, 43, 44, 46, 709, .27, .28/2, .23, .16, .4, .25/2 City walls of Straßburg, Austria |
| ja   | Datei hochladen | Pfarrhof HERIS-ID: 54229 Objekt-ID: 62403                                                               | Lieding 1 Standort KG: Straßburg Stadt                                               | Der Pfarrhof ist ein dreigeschoßiger, im Kern spätgotischer Bau, der über dem Rundbogenportal vertieftes Wandfeld mit Wappen aufweist. Die Eingangshalle besitzt ein Gratgewölbe, die Räume im ersten Stock haben Rokokostuckaturen. | BDA-Hist.: Q63986516 Status: § 2a Stand der BDA-Liste: 2025-06-30 Name: Pfarrhof GstNr.: .56 Pfarrhof Lieding |
| ja   | Datei hochladen | Kath. Pfarrkirche hl. Margarethe, Karner und Friedhof mit Totenleuchte HERIS-ID: 54230 Objekt-ID: 62404 | Lieding 2 Standort KG: Straßburg Stadt                                               | Das Stufenportal und Mauern des Kirchenschiffs stammen noch vom romanischen Bau (um 1200). Im 14. Jahrhundert wurde die Kirche gotisch ausgebaut: Bemerkenswert die Hallenkrypta und die farbigen Chorfenster. Der Großteil der spätbarocken Einrichtung wird Johann Georg Hittinger zugeschrieben (Hauptaltar, Seitenaltäre, Kanzel, Figuren an Opfergangsbögen und Langhauswänden). Am Friedhof gotische Lichtsäule und Karner. | BDA-Hist.: Q17126922 Status: § 2a Stand der BDA-Liste: 2025-06-30 Name: Kath. Pfarrkirche hl. Margarethe, Karner und Friedhof mit Totenleuchte GstNr.: .54, .55, 190 Pfarrkirche hl. Margaretha, Lieding (Straßburg)                                   |
| ja   | Datei hochladen | Kath. Filialkirche hl. Stefan und Friedhof HERIS-ID: 57982 Objekt-ID: 68365                             | Schattseite Standort KG: Straßburg Stadt                                             | Die im Kern romanische Kirche wurde 1741 umgebaut; barocke Apsis. Der Hochaltar (Statue Stephanus; überlebensgroße Statuen über den Opfergangstüren) ist von 1759. | BDA-Hist.: Q1301184 Status: § 2a Stand der BDA-Liste: 2025-06-30 Name: Kath. Filialkirche hl. Stefan und Friedhof GstNr.: .138, 635 Filialkirche hl. Stefan, Straßburg                                                                                 |
| ja   | Datei hochladen | Kapelle Maria Loreto, Aufbahrungshalle HERIS-ID: 54960 Objekt-ID: 63412                                 | Schloßweg 3 Standort KG: Straßburg Stadt                                             | Die im 14. Jahrhundert errichtete Kapelle wurde 1650 zu einem Wallfahrtskirchlein umgebaut. Vom Verfall bedrohrt, wurde sie 1975 grundlegend erneuert und dient heute als Aufbahrungshalle. | BDA-Hist.: Q1286711 Status: § 2a Stand der BDA-Liste: 2025-06-30 Name: Kapelle Maria Loreto, Aufbahrungshalle GstNr.: .42 Kapelle Maria Loreto in Straßburg (Kärnten)                                                                                  |
| ja   | Datei hochladen | Ehem. Bischofsburg HERIS-ID: 54959 Objekt-ID: 63411                                                     | Schloßweg 6 Standort KG: Straßburg Stadt                                             | Das Schloss mit mächtigem Bergfried ist der ehemalige Sitz der Bischöfe von Gurk (bis 1783). Errichtet als Burg im 12. Jahrhundert und nach und nach erweitert, verdankt der Bau sein heutiges Aussehen einem Umbau vom Ende des 17. Jahrhunderts: außenseitig einheitliches Dekor; Portal; hofseitig zweigeschoßige Arkadengänge. Vom Verfall bedroht, erfolgte ab Mitte des 20. Jahrhunderts eine Sanierung der Gebäude, die heute Ausstellungszwecken dienen. | BDA-Hist.: Q681783 Status: § 2a Stand der BDA-Liste: 2025-06-30 Name: Ehem. Bischofsburg GstNr.: .44 Schloss Straßburg |
| ja   | Datei hochladen | Spitalskirche Hl. Geist und Friedhof HERIS-ID: 57983 Objekt-ID: 68366                                   | Standort KG: Straßburg Stadt                                                         | Der frühgotische Rundbau mit barock erneuerter Kuppel diente als Spitalskirche. An der Nordwand des Chors ein wertvolles Fresko aus dem 14. Jahrhundert. Qualitätsvoller Stuck; barocke Einrichtung. | BDA-Hist.: Q1595177 Status: § 2a Stand der BDA-Liste: 2025-06-30 Name: Spitalskirche Hl. Geist und Friedhof GstNr.: .92, 432 Filialkirche hl. Geist, Straßburg                                                                                         |